# Bada (operativsystem)
Bada (uttalas: [ˈbɑːdɑː]) är ett operativsystem för mobiltelefoner utvecklat av Samsung. Plattformen presenterades den 10 november 2009. Samsung Wave var den första telefonen med operativsystemet.